# Igelsforst
Igelsforst ist eine Ortslage in der bergischen Großstadt Solingen. 

## Lage und Beschreibung
Igelsforst befindet sich im Norden des Solinger Stadtteils Wald, nahe der Grenze zur Nachbarstadt Haan. Der Ort befindet sich an einem Nordhang des Ittertals zwischen dem ehemaligen Freizeitpark Ittertal und dem Itterstausee. Er besteht nur aus zwei Gebäuden einschließlich Nebengebäuden, die heute eine denkmalgeschützte Wohnhausgruppe bilden. Sie liegen an der nach dem Ort benannten Straße, die von der Ittertalstraße im Talgrund zum Sonnenschein auf dem nördlichen Höhenrücken führt.
Benachbarte Orte sind bzw. waren (von Nord nach West): Kotzert, Knynsbusch, Zieleskotten, Lindersberg, Neuenkotten, Obenitter, Mittelitter, Sonnenschein, Kneteisen (zu Haan) und Widerschein.

## Etymologie
Der Ortsname ist seit dem 15. Jahrhundert nachgewiesen. Forst ist eine häufige Bezeichnung für einen Wald, das Bestimmungswort Igel kann möglicherweise tatsächlich auf die Tierart (nhd. Igel) zurückgeführt werden.

## Geschichte
In der Karte Topographia Ducatus Montani, Blatt Amt Solingen, von Erich Philipp Ploennies aus dem Jahre 1715 ist der Ort mit einer Hofstelle verzeichnet und bereits als Igelsforst benannt. Der Ort gehörte zur Honschaft Itter innerhalb des Amtes Solingen. Die Topographische Aufnahme der Rheinlande von 1824 verzeichnet den Ort ebenfalls als Igelsforst. Die Preußische Uraufnahme von 1844 verzeichnet den Ort als Igelsforst, die Topographische Karte des Regierungsbezirks Düsseldorf von 1871 ebenso.
Nach Gründung der Mairien und späteren Bürgermeistereien Anfang des 19. Jahrhunderts gehörte der Ort zur Bürgermeisterei Wald, dort lag er in der Flur I. (Wittkull). 1815/16 lebten 16, im Jahr 1830 18 Menschen im als Weiler bezeichneten Igelsforst. 1832 war der Ort Teil der Ersten Dorfhonschaft innerhalb der Bürgermeisterei Wald. Der nach der Statistik und Topographie des Regierungsbezirks Düsseldorf als Hofstadt kategorisierte Ort besaß zu dieser Zeit vier Wohnhäuser und drei landwirtschaftliche Gebäude. Zu dieser Zeit lebten 17 Einwohner im Ort, davon drei katholischen und vier evangelischen Bekenntnisses. Die Gemeinde- und Gutbezirksstatistik der Rheinprovinz führt den Ort 1871 mit acht Wohnhäusern und 62 Einwohnern auf. Im Gemeindelexikon für die Provinz Rheinland von 1888 werden für Igelsforst sieben Wohnhäuser mit 52 Einwohnern angegeben. 1895 besitzt der Ortsteil vier Wohnhäuser mit 65 Einwohnern, 1905 werden fünf Wohnhäuser und 50 Einwohner angegeben.
Im Jahre 1838 nahm in einem vormaligen Privathaus in Igelsforst die erste Lindersberger Privatschule ihren Betrieb auf, die vor allem auf Wunsch der Bewohner der Hofschaft Westersburg entstanden war. Der Schulbetrieb wurde am 15. Oktober 1838 in einem von dem Anwohner Gottlieb Linder als Wohnhaus für seine Schwiegermutter erbauten Gebäude aufgenommen.
Mit der Städtevereinigung zu Groß-Solingen im Jahre 1929 wurde Igelsforst ein Ortsteil Solingens. Das alte Schulgebäude in Igelsforst, der abgebildete Putzbau Igelsforst 4 wurde zusammen mit dem Nachbargebäude Igelsforst 2 im Jahr 1985 in die Solinger Denkmalliste eingetragen.